# Balkán-válság

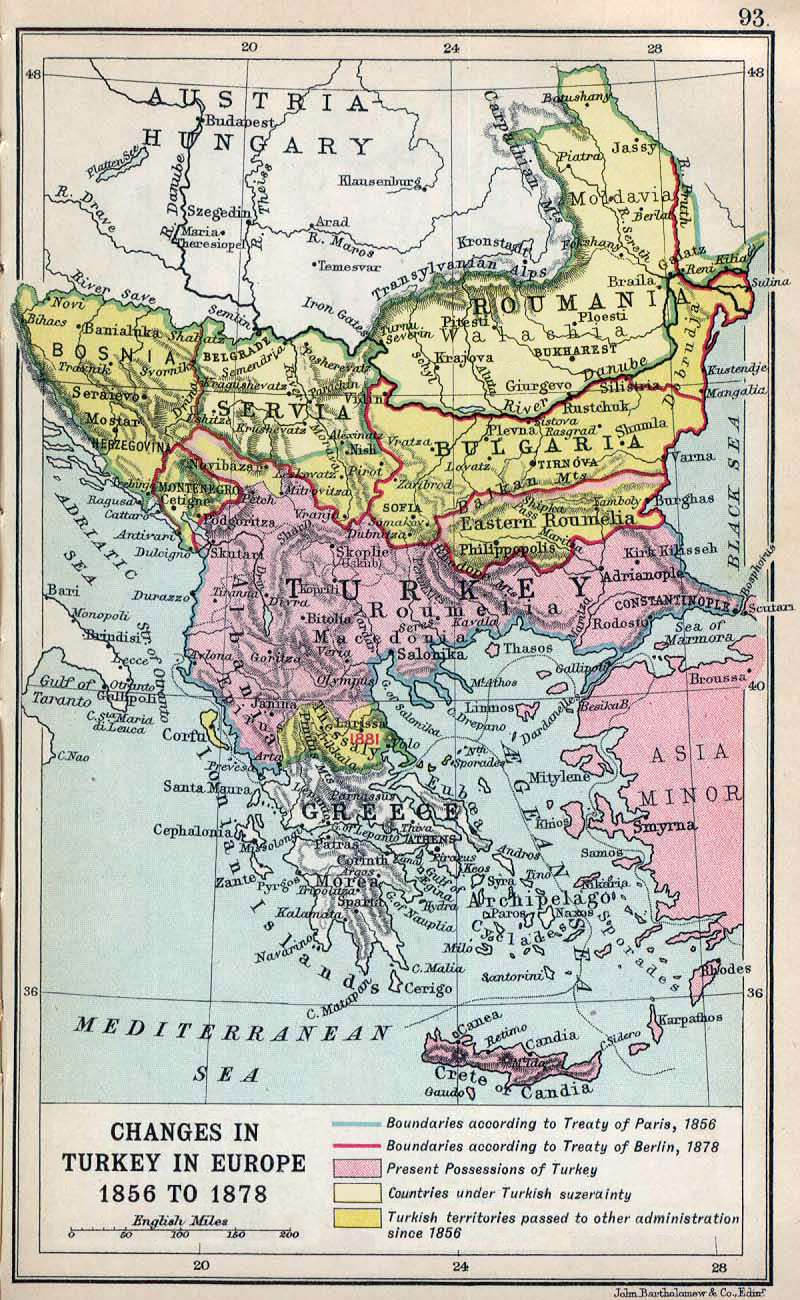
A Balkán politikai térképe a válság előtt és után

A Balkán-válság avagy keleti válság egy a Balkán-félszigetről kiinduló krízis volt az európai nagyhatalmak között 1875 és 1878 között, mely szoros összefüggésben volt a Balkán népeinek az Oszmán Birodalomtól való függetlenedési törekvéseivel és ami az 1877-78-as orosz-török háborúhoz valamint a San Stefanó-i békéhez vezetett. A válságot a berlini kongresszus zárta le, mely a Balkán és Dél-Európa politikai térképét újrarajzolta.

## Előzményei

### Az Oszmán Birodalom gazdasági válsága és államcsődje
A krími háború alatt, 1854. augusztus 24-én vette fel az Oszmán Birodalom az első külföldi kölcsönét. A birodalom ezután újabb kölcsönöket vett fel, melyekkel részben a vasúthálózatot és a távíróhálózatot fejlesztették, illetve ezekből fedezték a porta pazarló kiadásai és az adókból befolyt összegek közötti különbözetet, mint amilyenek a Boszporusz partján épített új paloták voltak. Egyes kommentárok megjegyezték, hogy ezek a kölcsönök különösen kedvezőek voltak a Rothschild család által birtokolt angol és francia bankoknak, míg mások azt jegyezték meg, hogy a kölcsönök feltételei alapján a kormányzat hajlandónak mutatkozott az adósságának a refinanszírozására. Hatalmas összegeket költöttek új hadihajók építésére is Abdul-Aziz szultán (uralkodott: 1861–76) ideje alatt, aminek eredményeképpen az Oszmán Haditengerészet 1875-ben már 21 csatahajóval és 173 egyéb típusú hadihajóval rendelkezett és ezzel a brit és a francia haditengerészetek mögött a harmadik legnagyobb volt a világon. Ezek a kiadások azonban hatalmas terhet róttak a kincstárra, miközben 1873-ban Anatóliát súlyos szárazság sújtotta, 1874-ben pedig áradások okoztak éhínséget a birodalom szívében. A mezőgazdasági problémák megakadályozták az adók beszedését, ami a kormányzatot államcsőd bejelentésére késztette 1875. október 30-án és emiatt adóemelést hajtott végre a birodalom egész területén, így a Balkán-félszigeten lévő területein is.
Az Oszmán Birodalom ezen belpolitikai problémái és az itteni területein élő keresztények és szláv lakosság függetlenedési törekvései miatt válsággóccá vált. Az Oszmán Birodalom fennmaradásának kérdése több katonai konfliktushoz vezetett.
Oroszország két okból is részt vett az itteni felszabadítási mozgalmakban:
- egyrészt a balkáni nemzetek támogatása belpolitikai kérdés lett az egyre erősödő pánszlávizmus miatt.
- másrészt igyekezett kijárathoz jutni a Földközi-tengerhez, amihez meg kellett szerezze a Boszporuszt és a Dardanellákat.

Az 1870-71-es porosz–francia háború idején Oroszország felmondta 1856-os párizsi békét. A pontuszi konferencián 1871-ben Londonban Otto von Bismarck támogatásával elérte a Fekete-tenger semlegességének és demilitarizálásának feloldását, azonban a Dardanellákon való áthajózás továbbra is az Oszmán Birodalom hozzájárulásától függött.

## A válság kitörése

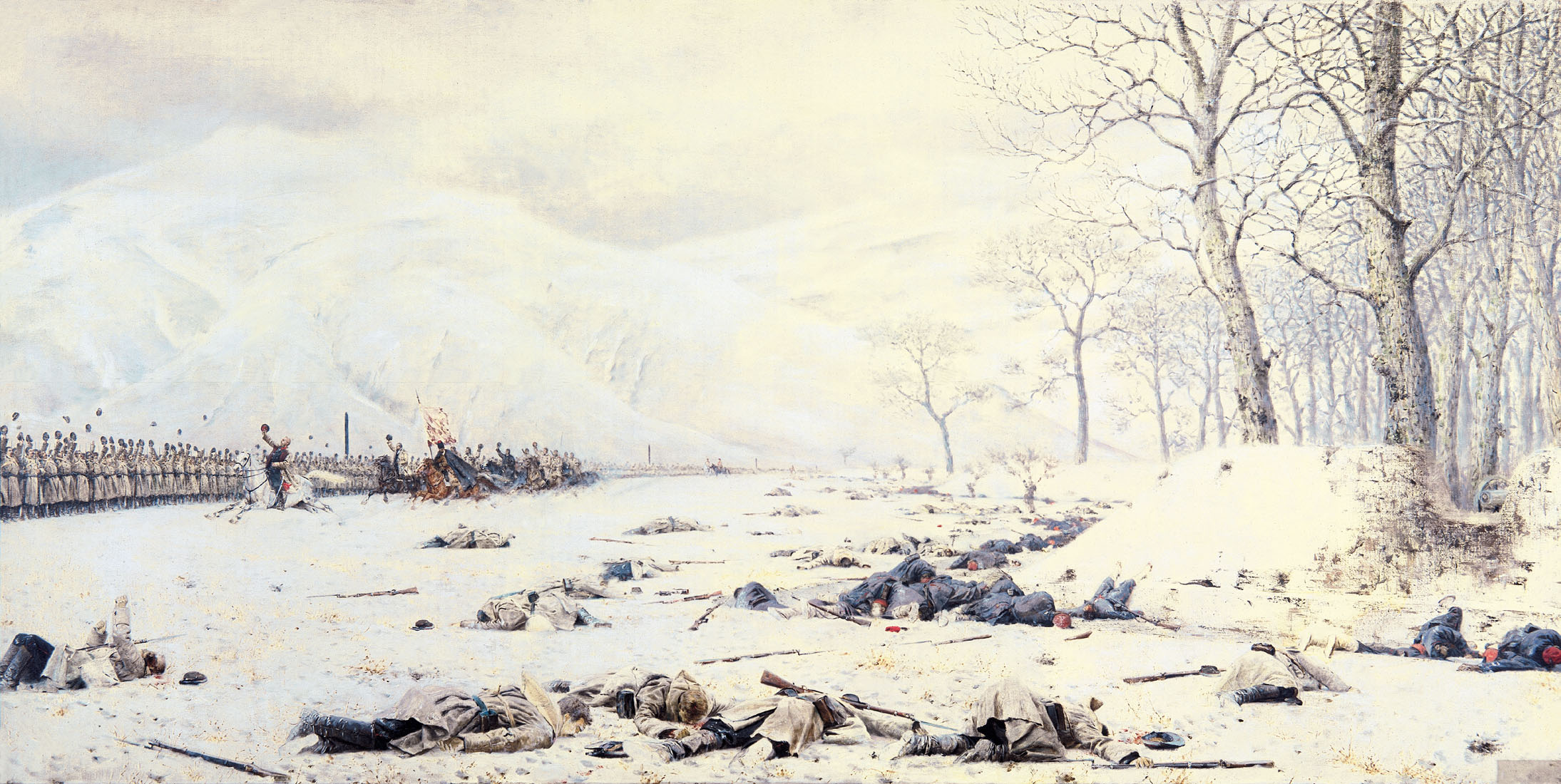
Csatamező a Sipka közelében
Vaszilij Verescsagin alkotása

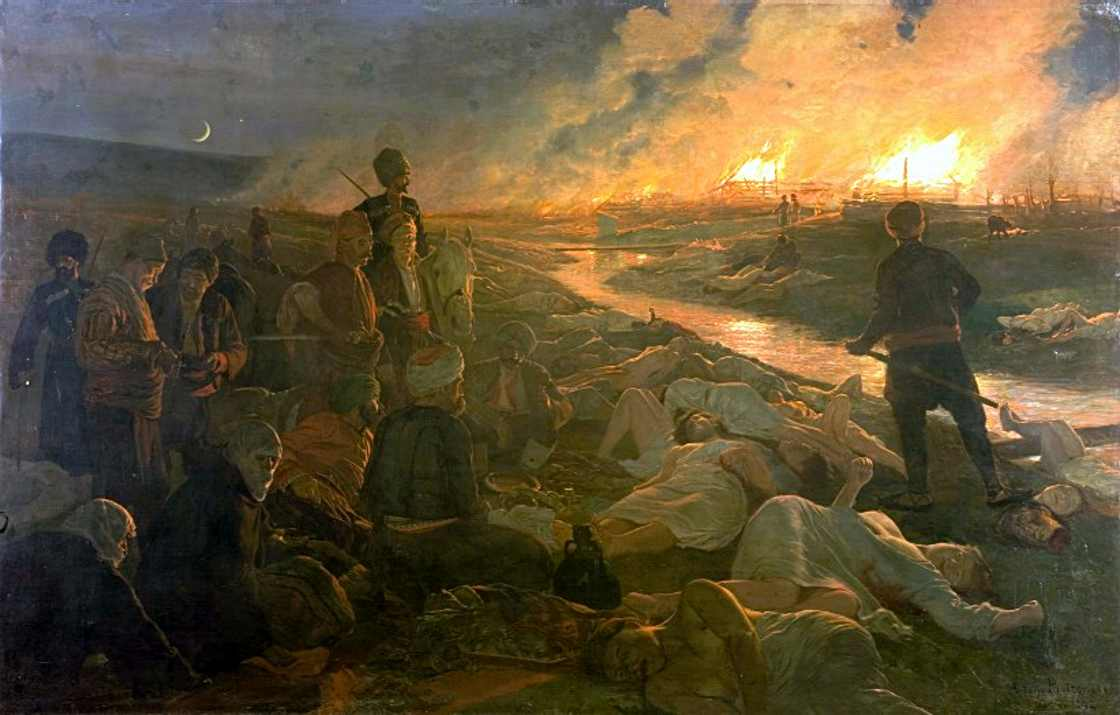
Az oszmán segédcsapatok által 1876-ban Bulgáriában véghez vitt bataki mészárlás művészi ábrázolása

1875-ben Hercegovinában, Boszniában és Trákiában felkelések törtek ki (Sztara Zagora-i felkelés) a keresztények körében az oszmán elnyomók ellen. Ehhez csatlakozott Montenegró és Szerbia a szerb–oszmán háború révén, majd Bulgária az áprilisi felkeléssel 1876-ban. A török csapatok azonban a várakozások ellenére helyt tudtak állni és „szörnyű bosszút álltak a felkelőkön.” Ez a fejlemény Európa nagyhatalmait is állásfoglalásra késztette, mindenekelőtt az önmagát a Balkán ortodox keresztényeinek védelmezőjének deklaráló Oroszországot.
II. Abdul-Hamid és a Fényes Porta azonban a Konstantinápolyba összehívott nagyköveti konferencián visszautasította a belső reformok végrehajtását. A budapesti szerződésben Oroszország biztosította Ausztria-Magyarország semlegességét, majd a keresztény lakosság elleni túlkapások megakadályozása és a helyzetének javítására hivatkozva hadat üzent az Oszmán Birodalomnak. A szövetségesei voltak Szerbia, Románia és Montenegró, valamint bolgár önkéntesek. Az orosz csapatok megszállták a Bolgár-tábla síkságát (Bulgária északi részén), a Kelet-Ruméliába vezető Sipka-szorost, bevették Plevent és Sztara Zagorát, majd Konstantinápoly irányába haladtak tovább.
1878 márciusában kötötték meg a San Stefanó-i békét. Ennek eredményeképpen Szerbia, Románia és Montenegró területi nyereségre tettek szert, míg Bulgária visszanyerte függetlenségét mint a szultánnak adóköteles fejedelemség. A bolgár államnak a konstantinápolyi konferencián megszabott határai nem egyeztek a budapesti szerződésben foglaltaknak és az Oszmán Birodalom területi veszteségével járt volna, mely így csaknem a teljes Balkán-félszigetről kiszorult volna. A megnövekedett orosz befolyás a Balkánon az európai pentarchia többi nagyhatalmának tiltakozásához vezetett. Ausztria-Magyarországnak erős érdekei voltak a Balkán északi részén lévő országokban és ezért érdekelt volt a San Stefanó-i béke revíziójában is. Nagy-Britannia az orosz befolyás földközi-tengeri növekedésétől tartott, amit az Indiával való összeköttetést szolgáló Szuezi-csatorna révén saját stratégiai érdekszférájának tekintett. Ezen felül a britek tartottak az európai erőegyensúly felbomlásától is. Ezen érdekeik miatt Ausztria-Magyarország és Nagy-Britannia is háborúval fenyegette meg Oroszországot. A Német Birodalom Bismarck kancellár vezetésével közvetítőként Berlinbe invitálta a feleket európai érdekekből, ugyanakkor német érdekből is, mivel Oroszország és Ausztria-Magyarország is Bismarck szövetségi rendszerének részei voltak. A német-orosz kapcsolatok erősen megszenvedték a szituációt, ezért Bismarck előbb Ausztria-Magyarországgal kereste a szövetséget (kettős szövetség), hogy az Oroszországgal szembeni pozícióját erősítse.

Karikatúrák
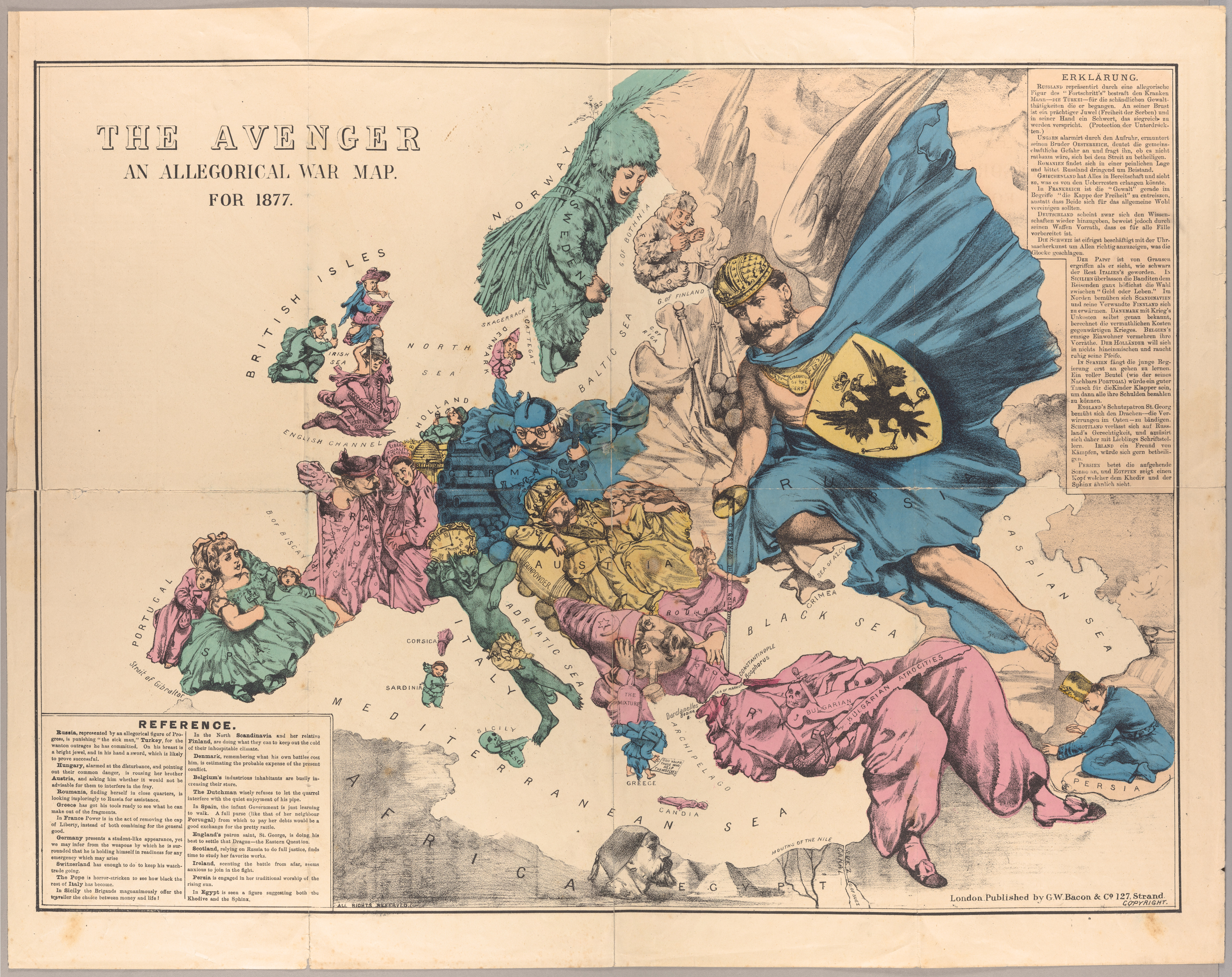
Az orosz beavatkozás ruszofil…
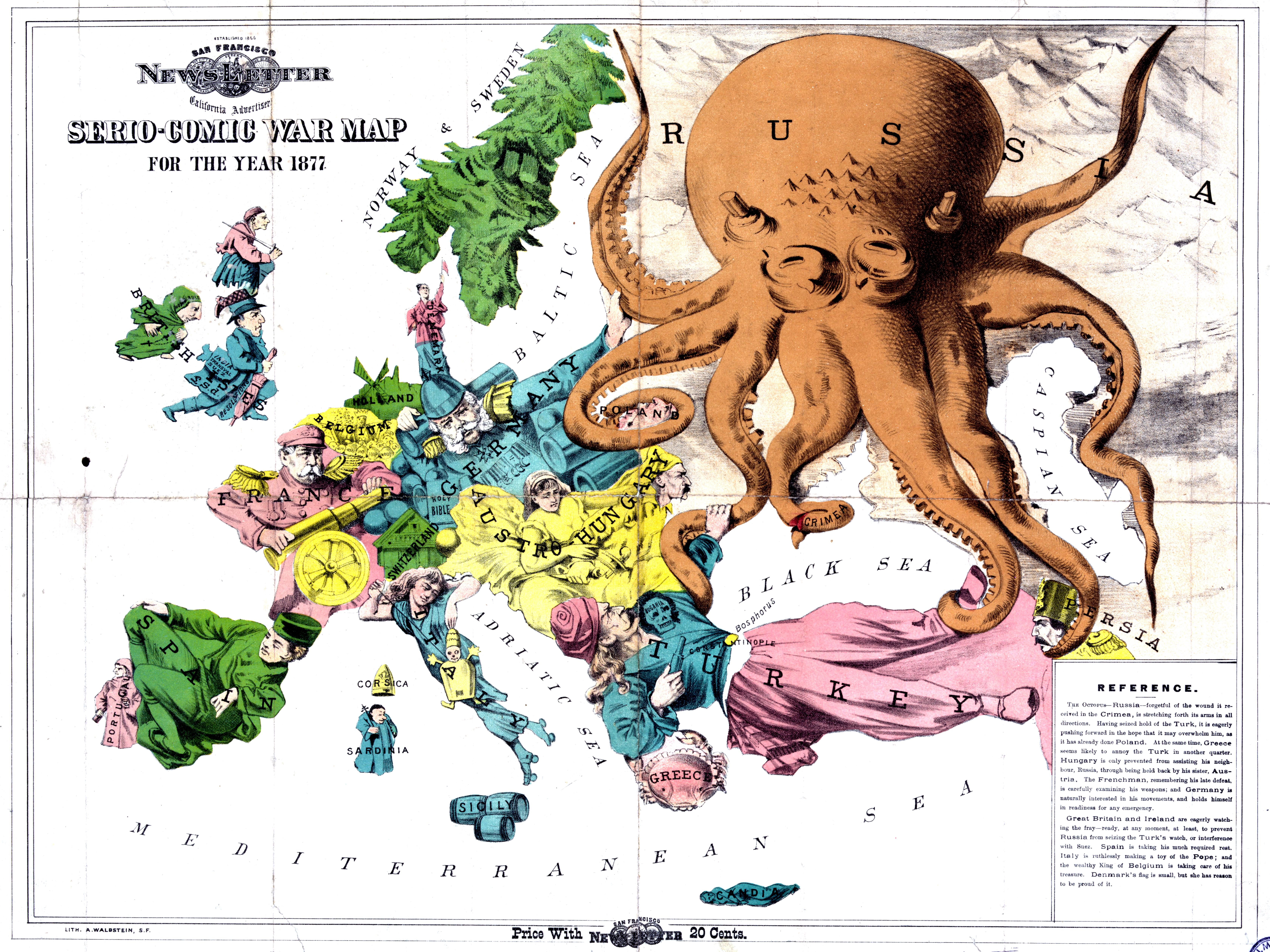
… és ruszofób ábrázolása

## A válság rendezése
A berlini kongresszuson 1878 június–júliusában elismerték Románia, Szerbia és Montenegró függetlenségét. A Bolgár Fejedelemség széles körű autonómiát kapott, de továbbra is adóköteles maradt a Portának. A San Stefanó-i béke megállapodásai ellenére elveszítette Makedóniát és mindenekelőtt Kelet-Ruméliát, mely terület saját autonómiát kapott. Oroszország megkapta Dél-Besszarábiát és Örményország egyes részeit (Karst). Nagy-Britannia megszerezte Ciprust, Ausztria-Magyarország megszállta Bosznia-Hercegovinát és Novi Pazar-i szandzsák területét.
A béke az oroszok rovására jött létre, ami az Oroszország és Ausztria-Magyarország közötti viszony megromlásával járt együtt. Oroszország számára kedvezőbb német közvetítést várt volna el, a Monarchiával pedig ezután is rossz maradt a viszony a Balkán miatt. Az Oszmán Birodalom a legtöbb európai birtokát megtarthatta, így a kis balkáni államok a nemzeti törekvéseiket még nem tudták érvényesíteni. Ez hamarosan megváltozott a Balkán-háborúkkal.

## Fordítás
- Ez a szócikk részben vagy egészben  a   Great Eastern Crisis című angol Wikipédia-szócikk ezen változatának fordításán alapul.  Az eredeti cikk szerkesztőit annak laptörténete sorolja fel. Ez a jelzés csupán a megfogalmazás eredetét és a szerzői jogokat jelzi, nem szolgál a cikkben szereplő információk forrásmegjelöléseként.
- Ez a szócikk részben vagy egészben  a   Balkankrise című német Wikipédia-szócikk ezen változatának fordításán alapul.  Az eredeti cikk szerkesztőit annak laptörténete sorolja fel. Ez a jelzés csupán a megfogalmazás eredetét és a szerzői jogokat jelzi, nem szolgál a cikkben szereplő információk forrásmegjelöléseként.